# Liste von Burgen, Schlössern und Festungen im Département Aube
Die Liste von Burgen, Schlössern und Festungen im Département Aube listet bestehende und abgegangene Anlagen im Département Aube auf. Das Département zählt zur Region Grand Est in Frankreich.

Wappen des Départements Aube (10)
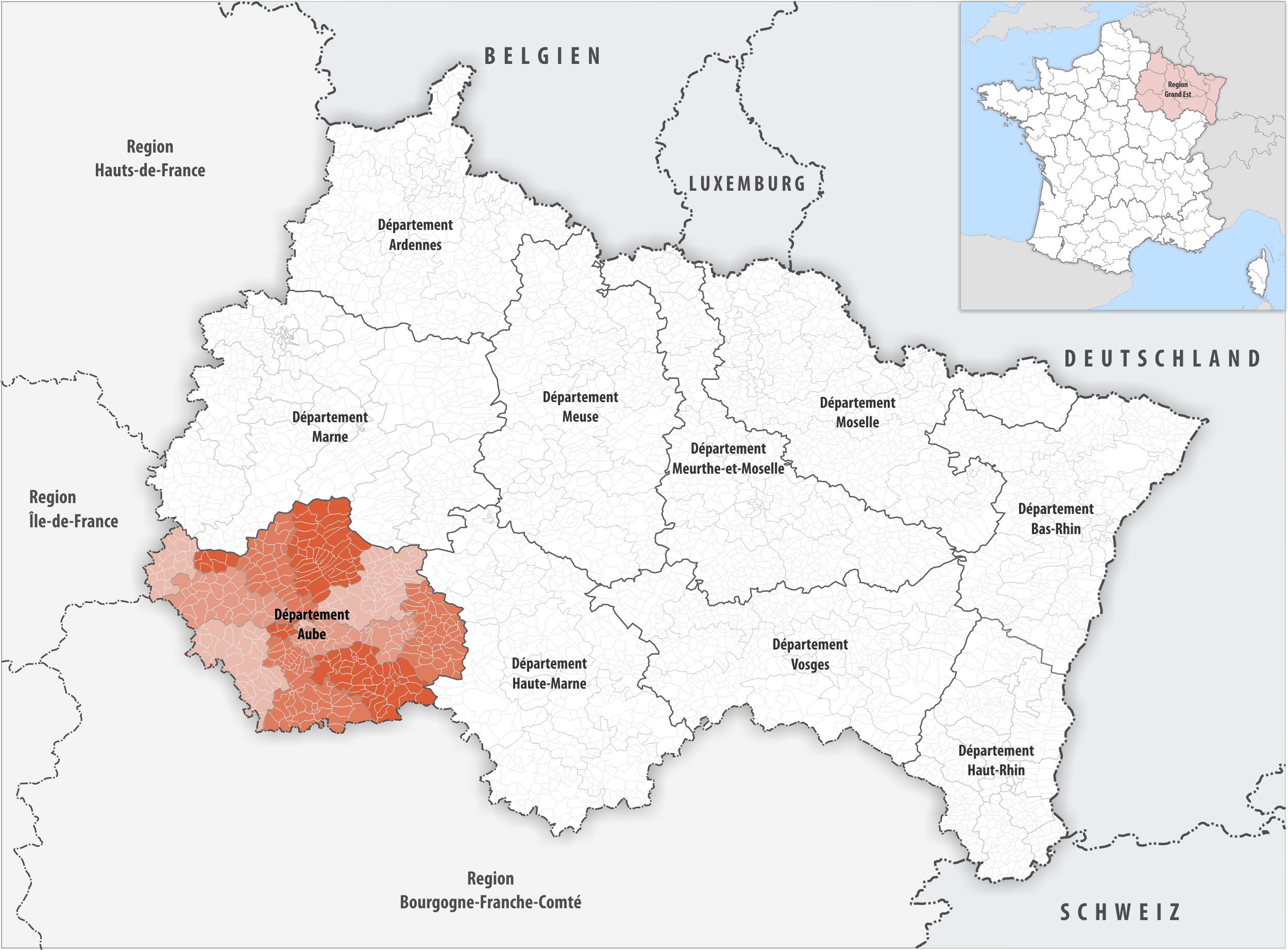
Lage des Départements Aube in der Region Grand Est
Lage der Region Grand Est in Frankreich

## Liste
Bestand am 14. Mai 2022: 33
| Name deu / fra                                                   | Gemeinde / Lage                              | Typ (Untertyp)        | Bemerkungen                     | Bild |
| ---------------------------------------------------------------- | -------------------------------------------- | --------------------- | ------------------------------- | ---- |
| Schloss Ailleville Château d'Ailleville                          | Ailleville 48,251546° N, 4,681746° O         | Schloss               |                                 |      |
| Schloss Arrentières Château d'Arrentières                        | Arrentières 48,260036° N, 4,743779° O        | Schloss               |                                 |      |
| Burg Bar-sur-Seine Château de Bar-sur-Seine                      | Bar-sur-Seine                                | Burg                  | Ruine                           |      |
| Schloss Bligny Château de Bligny                                 | Bligny 48,174554° N, 4,61334° O              | Schloss               | Heute eine Champagner-Domäne    |      |
| Schloss Bréviandes Château de Bréviandes                         | Fresnoy-le-Château                           | Schloss               | Südwestlich des Weilers Renault |      |
| Schloss Brienne Château de Brienne                               | Brienne-le-Château 48,391528° N, 4,520519° O | Schloss               |                                 |      |
| Burg Bucey-en-Othe Château de Bucey-en-Othe                      | Bucey-en-Othe                                | Burg                  |                                 |      |
| Schloss Chacenay Château de Chacenay                             | Chacenay                                     | Schloss               |                                 |      |
| Schloss Chamoy Château de Chamoy                                 | Chamoy                                       | Schloss               |                                 |      |
| Schloss Charmont-sous-Barbuise Château de Charmont-sous-Barbuise | Charmont-sous-Barbuise                       | Schloss               |                                 |      |
| Schloss Chavaudon Château de Chavaudon                           | Marcilly-le-Hayer                            | Schloss               |                                 |      |
| Schloss Le Clos-Saint-Roch Château du Clos-Saint-Roch            | Riceys                                       | Schloss               |                                 |      |
| Schloss Dampierre Château de Dampierre                           | Dampierre                                    | Schloss               |                                 |      |
| Schloss Droupt-Saint-Basle Château de Droupt-Saint-Basle         | Droupt-Saint-Basle                           | Schloss               |                                 |      |
| Burg Jaillac Château de Jaillac                                  | Le Mériot                                    | Burg                  | Abgegangen                      |      |
| Burg Jaucourt Château de Jaucourt                                | Jaucourt                                     | Burg                  | Geringe Reste noch erhalten     |      |
| Burg Montaigu Château de Montaigu                                | Bouilly                                      | Burg                  | Abgegangen                      |      |
| Schloss La Motte-Tilly Château de La Motte-Tilly                 | La Motte-Tilly                               | Schloss               |                                 |      |
| Herrenhaus La Planche Manoir de la Planche                       | Saint-Léger-près-Troyes                      | Schloss (Herrenhaus)  |                                 |      |
| Schloss Plancy Château de Plancy                                 | Plancy-l’Abbaye                              | Schloss               |                                 |      |
| Schloss Le Plessis Château du Plessis                            | Fresnoy-le-Château                           | Schloss               |                                 |      |
| Schloss Polisy Château de Polisy                                 | Polisy                                       | Schloss               |                                 |      |
| Schloss Pont-sur-Seine Château de Pont-sur-Seine                 | Pont-sur-Seine                               | Schloss (Renaissance) |                                 |      |
| Schloss Poussey Château de Poussey                               | Poussey                                      | Schloss               |                                 |      |
| Schloss Praslin Château de Praslin                               | Praslin                                      | Schloss               | Abgegangen                      |      |
| Schloss Ricey-Bas Château de Ricey-Bas                           | Riceys                                       | Schloss               |                                 |      |
| Schloss Saint-Louis Château Saint-Louis, Entre-Deux-Eaux         | Riceys                                       | Schloss               | Auf der Île Saint-Louis         |      |
| Schloss Sainte-Maure Château de Sainte-Maure                     | Sainte-Maure                                 | Schloss               |                                 |      |
| Herrenhaus Les Tourelles Manoir des Tourelles                    | Rumilly-lès-Vaudes                           | Schloss (Herrenhaus)  |                                 |      |
| Schloss Vaux Château de Vaux                                     | Fouchères                                    | Schloss               |                                 |      |
| Schloss Vendeuvre-sur-Barse Château de Vendeuvre-sur-Barse       | Vendeuvre-sur-Barse                          | Schloss               |                                 |      |
| Schloss Vermoise Château de Vermoise                             | Sainte-Maure                                 | Schloss               |                                 |      |
| Schloss Villehardouin Château de Villehardouin                   | Val-d’Auzon                                  | Schloss               |                                 |      |